# 布莱恩·泰勒
布萊恩·泰勒（英語：Brian Tyler，1972年5月8日—）是一位美國的作曲家、指揮家、音樂製作人、演奏家、樂曲改編，著名作品如《鷹眼》、《玩命關頭4》、《玩命關頭5》、《鋼鐵人3》、《雷神索爾2：黑暗世界》、《忍者龜：變種世代》和《復仇者聯盟2：奧創紀元》等。

## 作品列表

### 电影
- 1997：《Bartender》
- 1998：《吉它武士》
- 1999：《你歸西我發財》
- 1999：《四樓惡鄰》
- 1999：《超強火力》
- 1999：《Sirens》（電視電影）
- 2000：《殺手無罪》
- 2000：《陰暗時刻》
- 2000：《母愛真要命》
- 2000：《賭命四小強》
- 2000：《驚魂攝魄》
- 2001：《Strings》
- 2001：《Plan B》
- 2001：《Offside》（短片）
- 2001：《上帝之手》
- 2001：《奪命連環計》
- 2002：《Fitzgerald》（電視電影）
- 2002：《打鬼王：貓王大戰埃及鬼王》
- 2002：《獵鬼行動》
- 2003：《暗夜鬼叫聲》
- 2003：《獵殺》
- 2003：《Last Stand》（短片）
- 2003：《神采星球》
- 2003：《決戰時空線》
- 2003：《反恐嬌娃》
- 2004：《Perfect Opposites》
- 2004：《迴光報告》
- 2004：《嬰魂》
- 2004：《狙殺狗仔隊》
- 2005：《Clair obscur》（短片）
- 2005：《康斯坦汀：驅魔神探》
- 2005：《果嶺奇蹟》
- 2005：《再生殺手》
- 2006：《征服怒海》
- 2006：《恐怖幻象》
- 2006：《玩命關頭3：東京甩尾》
- 2007：《非關英雄》
- 2007：《悲戀印巴》
- 2007：《玩命對戰》
- 2007：《異形戰場2：適者生存》
- 2008：《第一滴血4》
- 2008：《無聲火》
- 2008：《鷹眼》
- 2008：《撕裂記憶體》
- 2009：《索命空間》
- 2009：《七龍珠：全新進化》
- 2009：《玩命關頭4》
- 2009：《中介商》
- 2009：《絕命終結站4》
- 2009：《重案對決》
- 2010：《浴血任務》
- 2011：《世界異戰》
- 2011：《Tattoo》（短片）
- 2011：《玩命關頭5》
- 2011：《絕命終結站5》
- 2012：《最後約翰死了》
- 2012：《哥倫布怪圈》
- 2012：《封閉空間》
- 2012：《浴血任務2》
- 2013：《鋼鐵人3》
- 2013：《出神入化》
- 2013：《山羊島》
- 2014：《雷神索爾2：黑暗世界》
- 2014：《忍者龜：變種世代》
- 2014：《浴血任務3》
- 2014：《直闖暴風圈》
- 2014：《王者萬歲》
- 2015：《玩命關頭7》
- 2015：《復仇者聯盟2：奧創紀元》
- 2015：《真相急先鋒》
- 2016：《換腦行動》
- 2016：《出神入化2》
- 2015：《鬼開門》
- 2016：《星際過客》
- 2017：《限制級戰警：重返極限》
- 2017：《金剛戰士》
- 2017：《玩命關頭8》
- 2017：《神鬼傳奇》
- 2018：《瘋狂亞洲富豪》
- 2019：《密弒遊戲》
- 2019：《傾聽男人心》
- 2019：《愛上觸不到的你》
- 2019：《准备好了没》
- 2019：《神探俏嬌娃》
- 2023：《超級瑪利歐兄弟電影版》
- 2024：《噬血芭蕾》

### 电子游戏
| Year | Title                                    |
| ---- | ---------------------------------------- |
| 2010 | 乐高宇宙                                 |
| 2011 | 決勝時刻：现代战争3* 极品飞车：亡命天涯* |
| 2012 | 孤岛惊魂3*                               |
| 2013 | 战地双雄：魔鬼联盟*                      |
| 2013 | 刺客教条IV：黑旗                         |

- 带有 * 标记的条目为已发行专辑

## 其他
- 國際汽車聯盟世界一級方程式錦標賽 賽事主題曲（2018賽季至今）

## 扩展连接
- 官方网站